# In the Nightside Eclipse
In the Nightside Eclipse ist das erste reguläre Album der norwegischen Black-Metal-Band Emperor.

## Entstehungsgeschichte
Das Album wurde im Juli 1993 in Eirik Hundvins „Grieghallen“-Studio aufgenommen. Mit I Am the Black Wizards enthält es einen der berühmtesten Emperor-Titel, der bereits auf der EP Emperor zu hören war. Auch einige andere Lieder wurden ursprünglich mit Gründungsmitglied Mortiis geschrieben, der die Texte beisteuerte. Er wurde 1993 durch den Bassisten Tchort ersetzt. Beyond the Great Vast Forest ist eine neu aufgenommene und stark veränderte Version von My Empire’s Doom vom Demo.
Zum Zeitpunkt der Veröffentlichung befand sich von den Bandmitgliedern alleine Ihsahn auf freiem Fuß. Schlagzeuger Faust saß im Gefängnis, da er im Olympiapark von Lillehammer einen homosexuellen Mann ermordet hatte und an mehreren Brandstiftungen beteiligt gewesen war. Samoth wurde wegen Kirchenbrandstiftung und Tchort wegen Körperverletzung und Raubes verurteilt. Durch die Gefängnisaufenthalte und Probleme mit der Plattenfirma verzögerte sich die Veröffentlichung des Albums um ein Jahr nach Beendigung der Aufnahmen. Die lange Haftstrafe von Faust beendete zugleich seine Mitgliedschaft bei Emperor. Sein Nachfolger wurde Trym Torson.
Das Cover wurde von Kristian „Necrolord“ Wåhlin gezeichnet, welcher auch die Albumcover für viele andere Metal-Bands (z. B. Bathory, Lake of Tears, Dissection) gestaltete.
Das Album wurde 1994 von Candlelight Records auf CD und von Megarock als Picture Disc veröffentlicht, im Folgejahr von Modern Invasion Music und Century Black auf CD und von Candlelight Records auf LP.
1998 wurde das Album mit den Coverversionen A Fine Day to Die (Bathory) und Gypsy (Mercyful Fate) neu veröffentlicht, das Intro und Into the Infinity of Thoughts wurden zu einem Titel zusammengefasst.

## Musikstil
Das Album ist durch Eirik „Pytten“ Hundvin in dem für die damalige Zeit typischen rohen Klang aufgenommen worden und enthält so die charakteristische Härte, die die meisten Alben der zweiten Black-Metal-Welle, wie De Mysteriis Dom Sathanas von Mayhem und A Blaze in the Northern Sky von Darkthrone, prägte. Im Gegensatz zu den weiteren Alben der zweiten Welle enthält das Album verstärkt Synthesizer- und Keyboard-Passagen.

## Bedeutung
In the Nightside Eclipse stellt eines der wichtigsten Alben der zweiten Welle des Black Metals dar. Steve Huey bezeichnete es im All Music Guide als „the definitive Norwegian black metal album“.

## Titelliste
1. Intro – 0:51 (Musik: Ihsahn und Samoth)
2. Into the Infinity of Thoughts – 8:14 (Musik: Ihsahn und Samoth, Text: Samoth)
3. The Burning Shadows of Silence – 5:36 (Musik und Text: Ihsahn und Samoth)
4. Cosmic Keys to My Creations and Times – 6:06 (Musik: Ihsahn und Samoth, Text: Mortiis)
5. Beyond the Great Vast Forest – 6:01 (Musik: Ihsahn und Samoth, Text: Samoth)
6. Towards the Pantheon – 5:57 (Musik und Text: Ihsahn und Samoth)
7. The Majesty of the Night Sky – 4:54 (Musik und Text: Ihsahn)
8. I Am the Black Wizards – 6:01 (Musik: Ihsahn und Samoth, Text: Mortiis)
9. Inno a Satana – 4:48 (Musik: Ihsahn und Samoth, Text: Ihsahn)